# Aphaenogaster wilsoni
Aphaenogaster wilsoni é uma espécie de inseto do gênero Aphaenogaster, pertencente à família Formicidae.